# Хронологія російсько-української війни (з 2014)
|  | Службовий список статей, створений для координації робіт з розвитку теми. Це попередження не встановлюється на інформаційні списки і глосарії. |

Цей список створений з метою упорядкування хронологічних статей, які місять переліки подій Російсько-української війни, яку також називають Російською збройною агресією проти України, Війною за незалежність України — прямого й опосередкованого застосування збройної сили Російською Федерацією проти суверенітету і територіальної цілісності України. Складовими цієї війни є:
- Російське збройне вторгнення в Крим у лютому-березні 2014 року (з подальшим початком тимчасової окупації півострова Росією 20 лютого 2014);
- Війна на сході України з квітня 2014 року, яка розпочалася зі створення під прикриттям «народних» виступів спецслужбами РФ так званих Донецької та Луганської «народних республік»;
- Російське широкомасштабне вторгнення в Україну з 24 лютого 2022 року, яке розпочалося після тривалого військового нарощування та визнання Росією терористичних квазідержав «ДНР» та «ЛНР» як державних утворень.

Хронологія російсько-української війни (з 2014)
- Хронологія окупації Криму Російською Федерацією
- Хронологія війни на сході України (з 2014) та  Хронологія війни на сході України (квітень — червень 2014), Хронологія війни на сході України (липень — вересень 2014)
  - Бої за Іловайськ та Хронологія інформаційного висвітлення боїв за Іловайськ та їх наслідків
- Хронологія російського вторгнення в Україну (2022)
  - Хронологія російського вторгнення в Україну (лютий 2022)
  - Хронологія російського вторгнення в Україну (березень 2022)
  - Хронологія російського вторгнення в Україну (квітень 2022)
  - Хронологія російського вторгнення в Україну (травень 2022)
  - Хронологія російського вторгнення в Україну (червень 2022)